# Зона радіотиші

Карта, що показує масштаби Спокійної зони Національного радіо США.

Захисна зона радіосистем — зона, де радіопередачі обмежені для захисту радіотелескопа або станції зв'язку від радіочастотних перешкод. Регламенти радіозв'язку Міжнародного союзу електрозв'язку (МСЕ) визначають втручання як шкідливе для радіоастрономії, якщо воно збільшує невизначеність вимірювань на 10 %. Зокрема, застосовне регулювання відоме як Рекомендація МСЕ-R RA.769 «Критерії захисту, що використовуються для радіоастрономічних вимірювань». Обладнання, яке може спричинити перешкоди, включає мобільні телефони, телевізійні передавачі та радіостанції CB, а також інше електричне обладнання.
Тихі зони розташовані в малонаселених районах і можуть бути застосовані законодавством уряду. Тиха зона радіо часто поділяється на дві зони: зону відчуження, де заборонені всі радіовипромінювання, а більша зона координації до 100 км², де рівні потужності радіопередач обмежені, щоб не заважати радіотелескопу.
У багатьох обсерваторіях існують офіційні тихі зони радіозв'язку, в тому числі і Радіоастрономічна обсерваторія Мерчісона в Австралії, Національна обсерваторія радіоастрономії та станція цукрових гаїв у Західній Вірджинії, Сполучені Штати (Національна радіостанція США й Ітапітетівська радіообсерваторія у Бразилії. МСЕ рекомендував позначити дві локації в просторі як тихі зони радіозв'язку: захищену зону на далекій стороні Місяця і лагранжську точку {\displaystyle L_{2}} Сонця-Землі.